# Thais virgata
Thais (Thalessa) virgata, tên tiếng Anh: aculeate rock shell, là một loài ốc biển, là động vật thân mềm chân bụng sống ở biển trong họ Muricidae, họ ốc gai.

## Miêu tả
Loài này có kích thước giữa 25 mm và 60 mm

## Phân bố
Chúng phân bố ở Biển Đỏ, ở Ấn Độ Dương dọc theo Madagascar và ở hải vực Ấn Độ Dương-Thái Bình Dương.